# 2006 aux États-Unis
Chronologie des États-Unis
- 2002
- 2003
- 2004
- 2005
- 2006
- 2007
- 2008
- 2009
- 2010

Cette page concerne des événements qui se sont produits durant l'année 2006 du calendrier grégorien aux États-Unis.

## Gouvernement
- Président : George W. Bush
- Vice-président : Dick Cheney
- Secrétaire d'État : Condoleezza Rice

- Chambre des représentants - Président : Dennis Hastert (Parti républicain)

## Évènements
- Un certain tassement de l'économie américaine se fait sentir avec une stagnation du chômage et de la croissance économique. Le déficit de la balance commerciale atteint des sommets (900 milliards de dollars pour 2006) et l'endettement des ménages représente des proportions inquiétantes (139 % de leur revenu disponible).

### Janvier 2006
- x

### Février 2006
- 1er février : promulgation de la loi sur les télécommunications prévoyant l'arrêt complet des diffusions NTSC analogiques au 17 février 2009, la FCC (Federal Communications Commission) a instauré un mandat imposant que tout appareil de réception télé produit ou importé aux États-Unis pour la vente soit capable de recevoir les signaux numériques terrestres. Pour le consommateur, elle prévoit également la distribution de bons de réduction de 40 $ (jusqu'à 2 par foyer) pour l'achat d'un décodeur ATSC à partir de janvier 2008.
- La délégation des États-Unis rapporte 9 médailles d'or, 9 d'argent et 7 de bronze aux Jeux olympiques d'hiver de 2006
- Jason McElwain (en) le 15 février 2006 lors de la finale du championnat des lycées, élève autiste avait remis les couleurs de son équipe du Lycée Greece Athena (en) par ailleurs dans les 3 dernières minutes, il marque 20 points dont 6 paniers à 3 points faisant gagner son équipe, et devient un héros national, il est même reçu par le président américain George W. Bush[1].

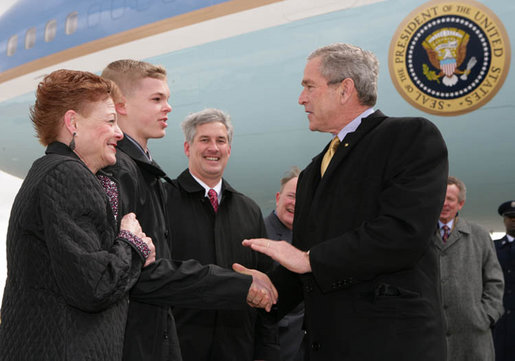
Jason McElwain reçu par George W. Bush le 23 février 2006

### Mars 2006
- x

### Avril 2006
- Début de la construction de la Freedom Tower.

### Mai 2006
- x

### Juin 2006
- x

### Juillet 2006
- x

### Août 2006
- x

### Septembre 2006
- 14 septembre : le Congrès adopte le Secure Fence Act, une loi initiant la construction d'un mur à la frontière mexicaine destiné à prévenir tout immigration clandestine depuis le Mexique. 2 milliards de $ sont initialement alloués au projet.

### Octobre 2006
- x

### Novembre 2006
- Élections de mi-mandat des États-Unis de 2006

### Décembre 2006

#### Mercredi6 décembre 2006
- Le Sénat confirme la nomination de Robert Gates comme nouveau Secrétaire à la Défense par 95 voix contre 2. Il prêtera serment le 18 décembre[2].

## Culture

### Cinéma

#### Films américains sortis en 2006
- 4 novembre : Broken, film d'Alan White.
- 7 avril : Dance with Me de Liz Friedlander

#### Autres films sortis aux États-Unis en 2006
- 1er septembre : The Wicker Man, film américano-germano-canadien de Neil LaBute.

#### Oscars
- Meilleur film :
- Meilleur réalisateur :
- Meilleur acteur :
- Meilleure actrice :
- Meilleur film documentaire :
- Meilleure musique de film :
- Meilleur film en langue étrangère :

## Naissance en 2006
- 20 mars : Barron Trump, cinquième enfant et troisième fils du 45e président des États-Unis Donald Trump
- 5 décembre : Ava Kolker, actrice

## Décès en 2006
- 1er janvier : Paul Lindblad, joueur de baseball. (° 9 août 1941)
- 14 janvier : Shelley Winters, actrice. (° 18 août 1920)
- 19 janvier : Wilson Pickett, chanteur de soul et de rhythm and blues. (° 18 mars 1941)
- 23 janvier : Samuel Koster, général américain, commandant des troupes américaines ayant commis le massacre de Mỹ Lai, pendant la guerre du Viêt Nam. (° 29 décembre 1919)
- 6 mars : Kirby Puckett, joueur de baseball, élu au Temple de la renommée du baseball en 2001. (° 14 mars 1960)
- 4 août : Elden Auker, joueur de baseball. (° 21 septembre 1910)